# World Games 2025/Tanzen
Bei den World Games 2025 in Chengdu wurden vom 8. bis 17. August 4 Wettbewerbe im Tanzen ausgetragen. Austragungsort war das Chengbei Gymnasium.

## Bilanz

### Medaillenspiegel
| Platz  | Land        | Gold | Silber | Bronze | Gesamt |
| ------ | ----------- | ---- | ------ | ------ | ------ |
| 1      | China       | 2    | 1      | –      | 3      |
| 2      | Deutschland | 1    | –      | –      | 1      |
| 2      | Moldau      | 1    | –      | –      | 1      |
| 4      | Japan       | –    | 1      | 1      | 2      |
| 5      | Frankreich  | –    | 1      | –      | 1      |
| 5      | Rumänien    | –    | 1      | –      | 1      |
| 7      | Litauen     | –    | –      | 1      | 1      |
| 7      | Polen       | –    | –      | 1      | 1      |
| 7      | Spanien     | –    | –      | 1      | 1      |
| Gesamt | Gesamt      | 4    | 4      | 4      | 6      |

### Medaillengewinner
| Disziplin         | Gold                                       | Silber                                  | Bronze                                 |
| ----------------- | ------------------------------------------ | --------------------------------------- | -------------------------------------- |
| B-Boys            | Qi Xiangyu (CHN)                           | Issin Hishikawa (JPN)                   | Shigeyuki Nakarai (JPN)                |
| B-Girls           | Guo Pu (CHN)                               | Liu Qingyi (CHN)                        | Dominika Banevič (LTU)                 |
| Latein Paartanz   | Khrystyna Moshenska / Marius Balan (GER)   | Elena Salikhova / Charles Schmitt (FRA) | Diandra Illes / Guillem Pascual (ESP)  |
| Standard Paartanz | Alexey Glukhov / Anastasia Glazunova (MDA) | Rareș Cojoc / Andreea Matei (ROU)       | Dariusz Mycka / Madara Freiberga (POL) |